# Irish Open 1908
Die Irish Open 1908 waren die siebte Austragung der internationalen Meisterschaften von Irland im Badminton. Bei dieser Auflage wurden nur vier Disziplinen ausgetragen, auf die Ausspielung des Dameneinzels wurde verzichtet.

## Finalresultate
| Disziplin    | Sieger                          | Finalist                               | Ergebnis          |
| ------------ | ------------------------------- | -------------------------------------- | ----------------- |
| Herreneinzel | Arthur Cave                     | Blayney Hamilton                       | w.o               |
| Herrendoppel | Blayney Hamilton Thomas D. Good | George Alan Thomas Frank Warner Abbatt | 15–2, 18–15       |
| Damendoppel  | Meriel Lucas Margaret Larminie  | Hazel Hogarth Mary K. Bateman          | 9–15, 15–7, 15–3  |
| Mixed        | Blayney Hamilton Meriel Lucas   | Thomas D. Good Margaret Larminie       | 15–7, 14–17, 15–5 |